# Mersch (stacja kolejowa)
Mersch (luks: Gare de Mersch) – stacja kolejowa w Mersch, w Luksemburgu. Została otwarta w 1862 roku przez Chemins de fer de l’Est, operatora Société royale grand-ducale des chemins de fer Guillaume-Luxembourg.
Obecnie jest stacją Société Nationale des Chemins de Fer Luxembourgeois (CFL), obsługiwaną przez pociągi InterCity (IC), Regional-Express (RE) i Regionalbahn (RB).

## Linie kolejowe
- 10 Luksemburg – Troisvierges